# Sofia Amàlia d'Ahlefeldt
Sofia Amàlia d'Ahlefeldt (en danès Sophie Amalie af Ahlefeldt) va néixer a Copenhaguen (Dinamarca) el 12 de juny de 1675 i va morir a Sonderborg el 24 de desembre de 1741. Era filla del comte Frederic d'Ahlefeldt (1623-1686) i de Maria Elisabet de Leiningen-Dagsburg-Hardenburg (1648-1724).

## Matrimoni i fills
El 27 de novembre de 1694 es va casar a Hamburg amb Frederic Guillem de Schleswig-Holstein-Sonderburg-Augustenburg (1668-1714), el fill petit del duc Ernest Gunther (1609-1689) i de la princesa Augusta de Schleswig-Holstein-Sonderburg-Glücksburg (1633-1701). El matrimoni va tenir cinc fills:
- Cristià August (1696-1754), casat amb Frederica Lluïsa de Danneskiold-Samsøe (1699-1744).
- Carlota (1697-1760)
- Sofia (1699-1765)
- Augusta, nascuda i morta el 1700.
- Frederic